# UPS 항공의 월드포트

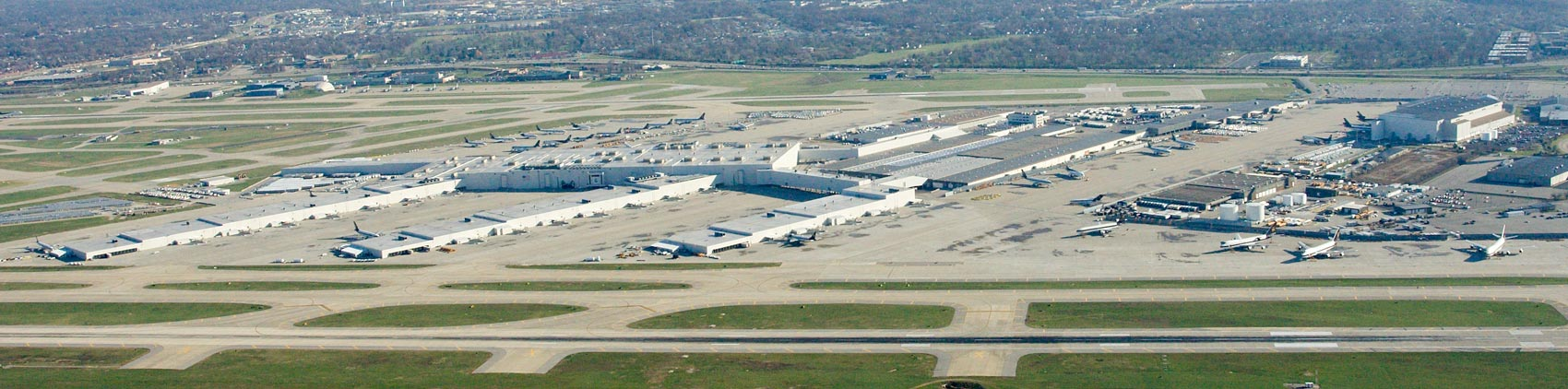
루이빌 국제공항의 전경. 이 공항이 UPS 항공의 월드포트로 운영하고 있다.

UPS 항공의 월드포트(영어: UPS air Worldport)는 미국 켄터키주에 위치한 루이빌 국제공항에서 운영하는 UPS 항공의 월드포트로 1980년부터 지정되어 운항하고 있다.

## 역사
UPS는 1980년부터 루이빌 국제공항을 허브 공항으로 지정했으며 2002년까지만 해도 회사에서 공식적으로 사용하지 않았다. 10억 달러 5년간 확장 이후 이전 허브 2000이란 프로젝트가 선정되었다. 시설은 현재 80개의 미식 축구 경기장의 규모와 84개의 소포 우편물을 시간당 416,000개를 처리할 수 있는 크기로 조성했다. 또한 20,000명 이상의 직원으로 UPS는 루이빌에서 가장 큰 고용주 중 하나로 켄터키주의 연방 시설은 주로 명시와 국제 패키지와 문자를 처리한다. 월드포트는 모든 주요 국내 및 국제선 허브를 제공하고 있다.

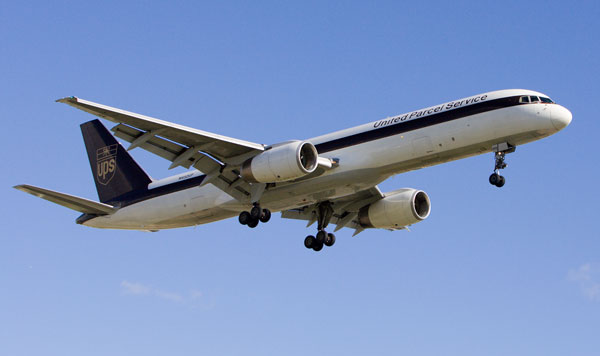
UPS 항공의 보잉 757-200PF 구도색

2006년에 1백만 평방 피트 확장은 UPS 시스템에 무거운 화물을 수송할 수 있는 확장 공사가 완료되었다. 확장은 이전의 에머리 월드 와이드에서 멘로 월드 와이드 전달의 구입으로 시작되었다. 새로운 시설은 월드포트 화물 시설로 지정되어 2006년 4월에 인터넷을 통해 시스템에 멘로 볼륨을 통합 시작할 회사의 지역 허브 공항으로 지정되었다. 멘로의 데이튼 오하이오 공장은 2006년 6월에 오프라인이 되었다.
같은 해 UPS는 7년 만에 재투자를 하면서 자사의 월드 포트인 루이빌 국제공항을 확장한다고 발표했다. 두 번째 확장은 이제 520만 피트로 2010년에 완공했다. 계획은 또 다른 334,500 평방 피트에 공간이 새로운 기술과 장비를 개조한다. 월드포트의 용량은 시간당 300,000개 패키지에서 시간당 416,000개의 패키지로 확장하는 것이다. 또한 루이빌 국제공항에서 몇 경사로 건설하거나 이상 300만 피트로 변경해야 했다.
작업의 많은 부분 시간과 야간이기 때문에 UPS는 전국 학비 보조 및 메트로폴리탄 대학교에서 특수 프로그램을 모두 제공하고 있다. 주로 대학생을 고용하고 있으며 루이빌 대학교과 제퍼슨 커뮤니티 및 기술 대학 학생 아르바이트가 하룻밤 사이 100 달러를 받을 수 일하는 학비를 배상하고 있다. 현재 월드포트의 노동자 중 75%가 학생으로 근로자보다 많다. 2008년 6월에 UPS 월드포트는 에피소드에 수록했다.